# Tezuka Productions
Tezuka Productions Co., Ltd. (jap. 株式会社手塚プロダクション Kabushiki-gaisha Tezuka Purodakushon) – japońskie studio animacji z siedzibą w tokijskiej dzielnicy Shinjuku, założone w 1968 roku przez Osamu Tezukę.

## Historia
W 1961 roku Osamu Tezuka założył Osamu Tezuka Mushi Production jako jednostkę zajmującą się produkcją wideo i animacji. W następnym roku oficjalnie zarejestrowano ją jako Mushi Productions Co., Ltd.. Tezuka pełnił obowiązki dyrektora firmy do 1968 roku, kiedy to odszedł, by założyć kolejne studio animacji, Tezuka Productions Co., Ltd., które to było wydzielonym oddziałem Mushi Production zajmującym się tworzeniem mangi i zarządzaniem prawami autorskimi.
W 1970 roku Tezuka przeniósł siedzibę Tezuka Productions na drugie i trzecie piętro kawiarni naprzeciwko stacji Fujimidai w Nerimie. Drugie piętro było zarezerwowane dla biur pracowników i asystentów produkcji, podczas gdy trzecie piętro było własną przestrzenią roboczą i biurem Tezuki. Przez pierwsze kilka lat studio zajmowało się pracami podwykonawczymi dla Mushi Production, w tym różnymi krótkometrażowymi filmami animowanymi i serialem telewizyjnym Fushigi na Melmo, który był emitowany na antenie TBS od października 1971 do marca 1972. Po ogłoszeniu upadłości przez Mushi Production w 1973 roku, Tezuka Productions w pełni zaangażowało się w produkcję animacji, obok działalności związanej z mangą i prawami autorskimi, i zaczęło szybko rozwijać się jako studio animacji. W 1976 roku studio ponownie przeniosło się do Takadanobaba Seven Building (jap. 高田馬場のセブンビル Takadanobaba no Sebun Biru) w Takadanobabie w Shinjuku.
W latach 1980–1981 Tezuka Productions wyprodukowało 52-odcinkowy remake Tetsuwan Atoma, który był emitowany w stacji Nippon TV. Tezuka był niezadowolony z pierwszej serii Tetsuwan Atoma wyprodukowanej przez Mushi Production i chciał stworzyć nową wersję serialu od 1974 roku.
W 2007 roku Tezuka Productions rozpoczęło wieloletni projekt mający na celu digitalizację i pokolorowanie wszystkich opublikowanych przez Tezukę mang, liczących łącznie ponad 150 000 stron. Byli osobiści asystenci Tezuki odtworzyli palety kolorów, których pierwotnie używali przy pracach nad kolorowymi elementami, kiedy Tezuka nadal tworzył serie, aby mieć pewność, że nowy proces kolorowania pozostanie wierny kolorom używanym w czasach Tezuki.
W 2008 roku syn Osamu Tezuki, Makoto, ogłosił, że dokończy Mori no densetsu, ostatnie nieukończone dzieło swojego ojca. Film został ukończony w 2014 roku, a jego premiera odbyła się na Międzynarodowym Festiwalu Animacji w Hiroszimie w sierpniu 2014 roku oraz w Ameryce Północnej w Japan Society w Nowym Jorku 21 lutego 2015.

## Produkcje

### Seriale telewizyjne

#### Twórczość Osamu Tezuki
- Fushigi na Melmo (1971–1972)[10]
- Tetsuwan Atom (1980–1981)[11]
- Don Dracula (1982)[12]
- Aoi Blink (1989–1990)[13]
- Nowe przygody Kimby białego lwa (1989–1990)[14]
- Mitsume ga tōru (1990–1991)[15]
- Tezuka Osamu no kyūyaku seisho monogatari (1997)[16]
- Tetsuwan Atom (2003–2004)[17]
- Hi no tori (2004)[18]
- Black Jack (2004–2006)[19]
- Black Jack 21 (2006)[20]
- Robot Atom (2014)[21]
- Young Black Jack (2015)[22]
- Dororo (2019; we współpracy z MAPPA)[23]
- Go! Go! Atom (2019–2020)[24]

#### Pozostałe
- Mój drogi bracie... (1991–1992)
- Hakugei densetsu (1997–1999)
- Mokke (2008)
- Genji monogatari sennenki (2009)
- Wzgórze Apolla (2012; we współpracy z MAPPA)
- Sengoku musō (2015; we współpracy z TYO Animations)[25]
- Dagashi kashi 2 (2018)[26]
- Sposób na pięcioraczki (2019)[27]
- Adachi to Shimamura (2020)[28]
- Isekai maō to shōkan shōjo no dorei majutsu Ω (2021; we współpracy z Okuruto Noboru)[29]
- Kanojo mo kanojo (2021)[30]
- Muteking the Dancing Hero (2021; we współpracy z Tatsunoko Production)[31]
- Mahōtsukai reimeiki (2022)[32]
- Mamekichi Mameko NEET no nichijō (2022)[33]
- Tsundere akuyaku reijō Lieselotte to jikkyō no Endō-kun to kaisetsu no Kobayashi-san (2023)[34]
- My Home Hero (2023)[35]
- Megami no Café Terrace (2023)[36]
- Under Ninja (2023)[37]
- The Fable (2024)[38]
- Boku no tsuma wa kanjō ga nai (2024)[39]

### Filmy

#### Twórczość Osamu Tezuki
- Okashina Ichinichi (1970; film krótkometrażowy)[40]
- Kōri no kuni no Misuke (1970; film krótkometrażowy)[41]
- Minami e itta Misuke (1971; film krótkometrażowy)[42]
- 100 Man-nen chikyū no tabi: Bander Book (1978; film telewizyjny)[43]
- Tanpen Unico (1979; film krótkometrażowy)[44]
- Kaitei chō tokkyū Marine Express (1979; film telewizyjny)[45]
- Hi no tori 2772: Ai no Cosmozone (1980)[46]
- Fumoon (1980; film telewizyjny)[47]
- Unico (1981; we współpracy z Sanrio i Madhouse)[48]
- Bremen 4: Jigoku no Naka no Tenshi-tachi (1981; film telewizyjny)[49]
- Unico: Mahō no shima e (1983; we współpracy z Sanrio i Madhouse)[50]
- Time Slip ichimannen Prime Rose (1983)[51]
- Jumping (1984; film eksperymentalny)[52]
- Daishizen no majū Bagi (1984; film telewizyjny)[53]
- Onboro Film (1985; film eksperymentalny)[54]
- Ginga tansa 2100 toshi: Border Planet (1986; film telewizyjny)[55]
- Hi no tori: Hō-ō-hen (1986; we współpracy z Madhouse)[56]
- Push (1987; film eksperymentalny)[57]
- Muramasa (1987; film eksperymentalny)[58]
- Mori no densetsu (1987; film eksperymentalny)[59]
- Jigazō (1988)[60]
- Tezuka Osamu monogatari: Boku wa Son Gokū (1989; film telewizyjny)[61]
- Black Jack: The Movie (1996)[62]
- Black Jack: Heian sento (1996; film krótkometrażowy)[63]
- Cesarz Dżungli Leo (1997)[64]
- Boku no Son Goku (2003)[65]
- Asutoro Boy Tetsuwan Atom 10 man-kōnen no raihō-sha IGZA (2005)[66]
- Black Jack: Futari no kuroi isha (2005)[67]
- Dr. Pinoko no mori no bōken (2005; film krótkometrażowy)[68]
- Jungle taitei – Yūki ga mirai wo kaeru (2009)[69]
- Tezuka Osamu no Buddha - Akai Sabaku yo! Utsukushiku (2011; we współpracy z Toei Animation)[70]
- Buddha 2: Tezuka Osamu no Buddha - Owarinaki tabi (2014; we współpracy z Toei Animation)[71]

#### Pozostałe
- Przygody Calineczki (1978; we współpracy z Toei Animation)
- Guskō Budori no denki (2012)[72]
- Sayonara, Tyranno (2021)[73]

### OVA

#### Twórczość Osamu Tezuki
- Lion Books (1983–1993)
- Love Position – Halley Densetsu (1985)[74]
- Hi no tori: Yamato-hen (1987; we współpracy z Madhouse)[75]
- Hi no tori: Uchu-hen (1987; we współpracy z Madhouse)[76]
- Anime kōkyōshi Jungle taitei (1991)[77]
- Magma taishi (1993)[78]
- Black Jack (1996–2011)
- Black Jack: Sora kara kita kodomo (2000)[79]
- Ravex in Tezuka World (2009)[80]

#### Pozostałe
- Golgo 13: Queen Bee (1998)[81]
- Tennis no ōjisama: Best Games!! (2018)[82]

### ONA
- Black Jack (2001)[83]
- Pluto (2023; we współpracy z Genco)[84]